# Центральний універмаг (Ростов-на-Дону)
Центральний універмаг — будівля, яка розташована по вулиці Великій Садовій, будинок 46/30 у Ростові-на-Дону. Належить до складу об'єктів культурної спадщини регіонального значення згідно Постанови Голови Адміністрації Ростовської області № 411 від 09.10.1998 року (в редакції Постанови Керівництва Ростовської області 27.11.2014 № 495).

## Історія
Будівля Ростовського центрального універмагу на початку XX століття була відома в місті як торговий дім Г. Г. Пустовойтова — за прізвищем судновласника та міського мецената, на кошти якого був побудований будинок 1910 року. Будівництво було здійснено за проектом архітектора Е. М. Гуліна.
Торговий дім розташовувався в історичній частині міста, на перетині двох основних міських магістралей — вулиці Велика Садова та проспекту Будьоннівського. З самого початку було відомо, що цей будинок буде здаватись в оренду для потреб різних закладів та установ. В цій будівлі розташовувався готель «Лондон» та готель «Центральний», ювелірний та годинниковий магазин А.Гірштейна. В старій частині Ростовського універмагу був філіал фірми «Провідник», центральний офіс якої знаходився в м. Рига.
В радянські часи в будинку була наукова бібліотека Північно-Кавказького університету. В 1940-х роках воно зазнало руйнації, було відновлено в 1949 році по проектам архітекторів П. С. Калашникова та Г. А. Петрова. В 1965 році з'явилось додаткове крило за проектом архітектора Ліхобабіна.
В XXI столітті в приміщенні колишнього торгового дому Пустовойтова розташований Ростовський Центральний Універмаг, загальна площа якого більше 4000 квадратних метрів. Була здійснена реконструкція універмагу, збільшена площа за рахунок зменшення складських приміщень, введені в експлуатацію додаткові площі.

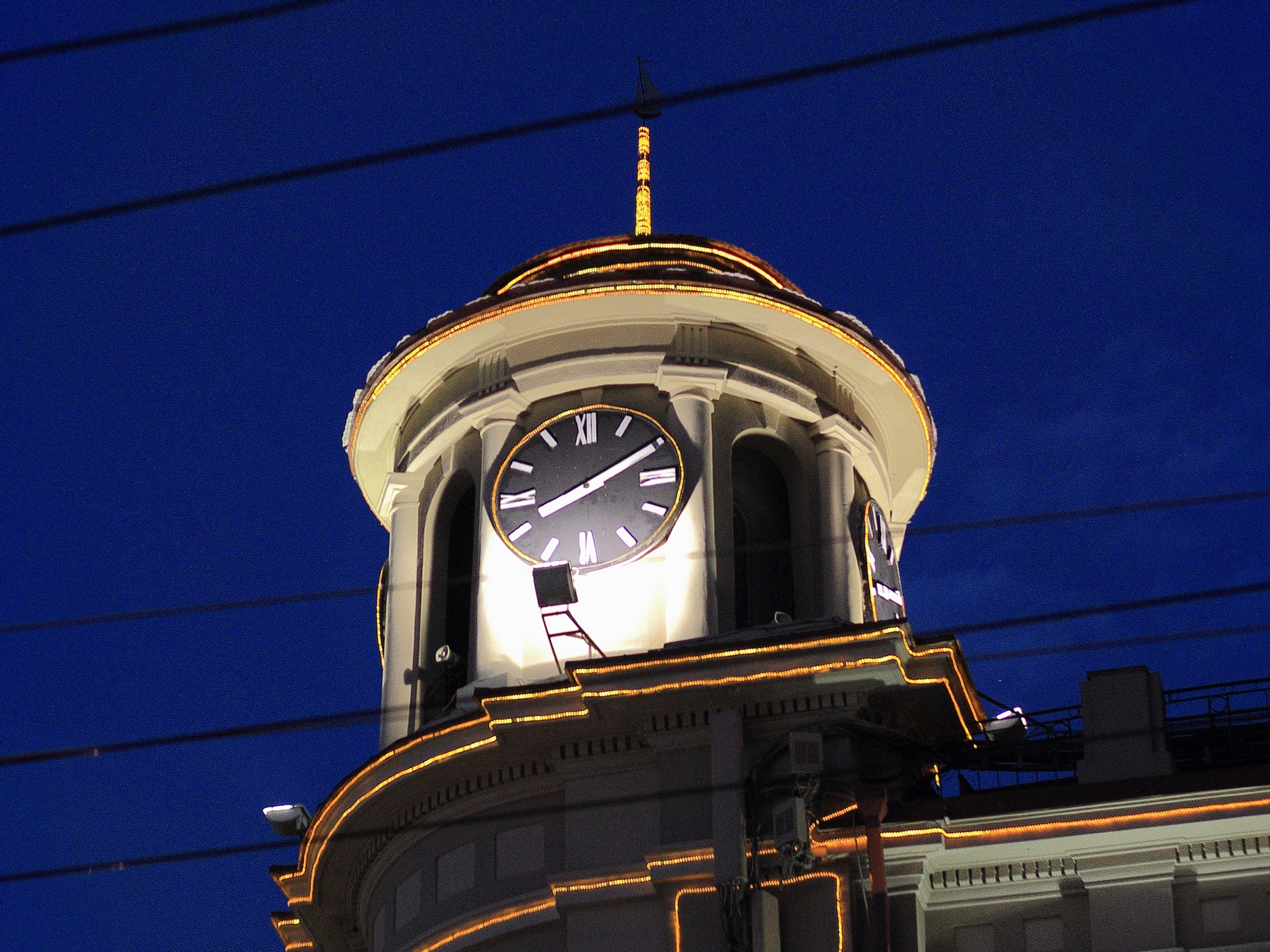
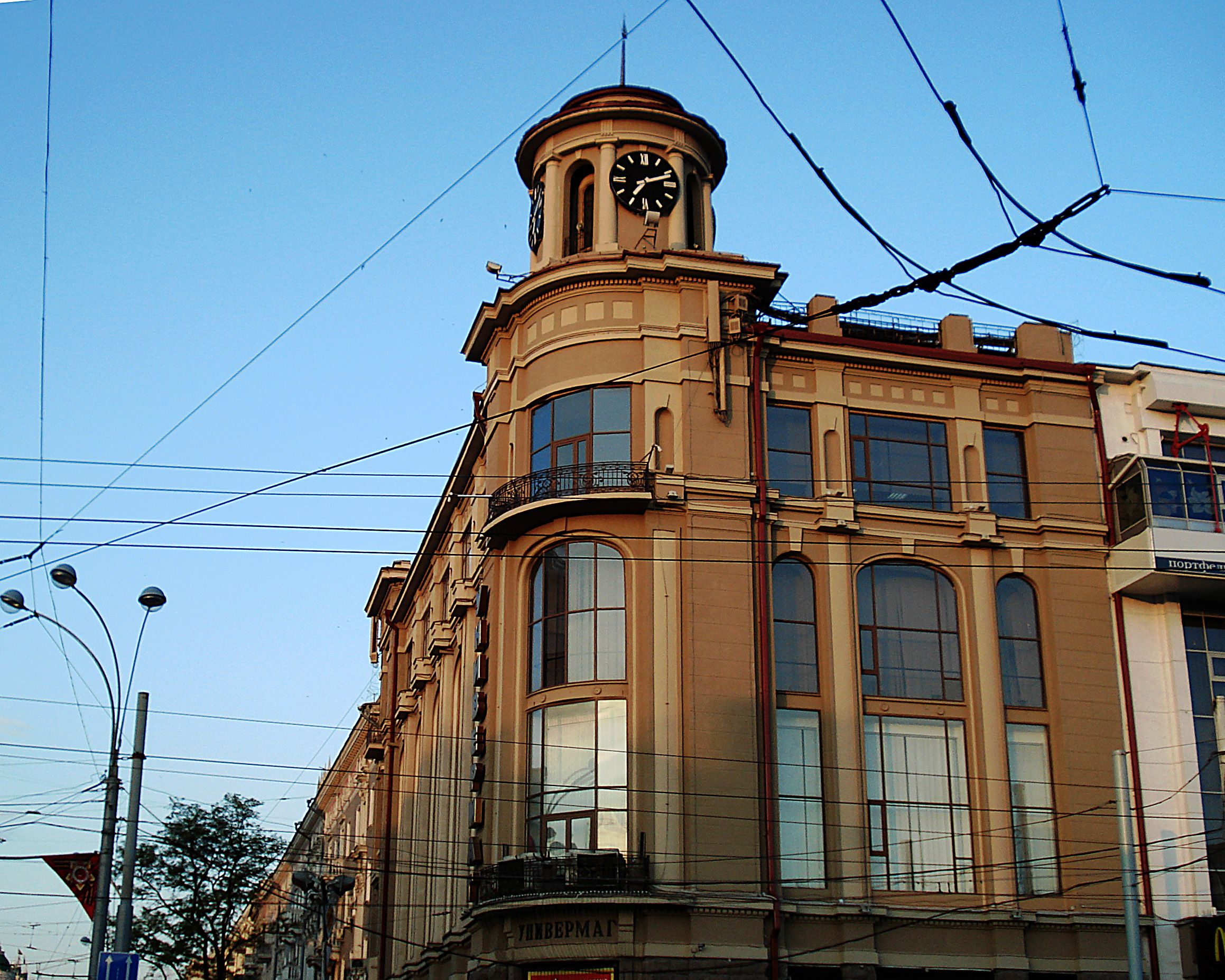
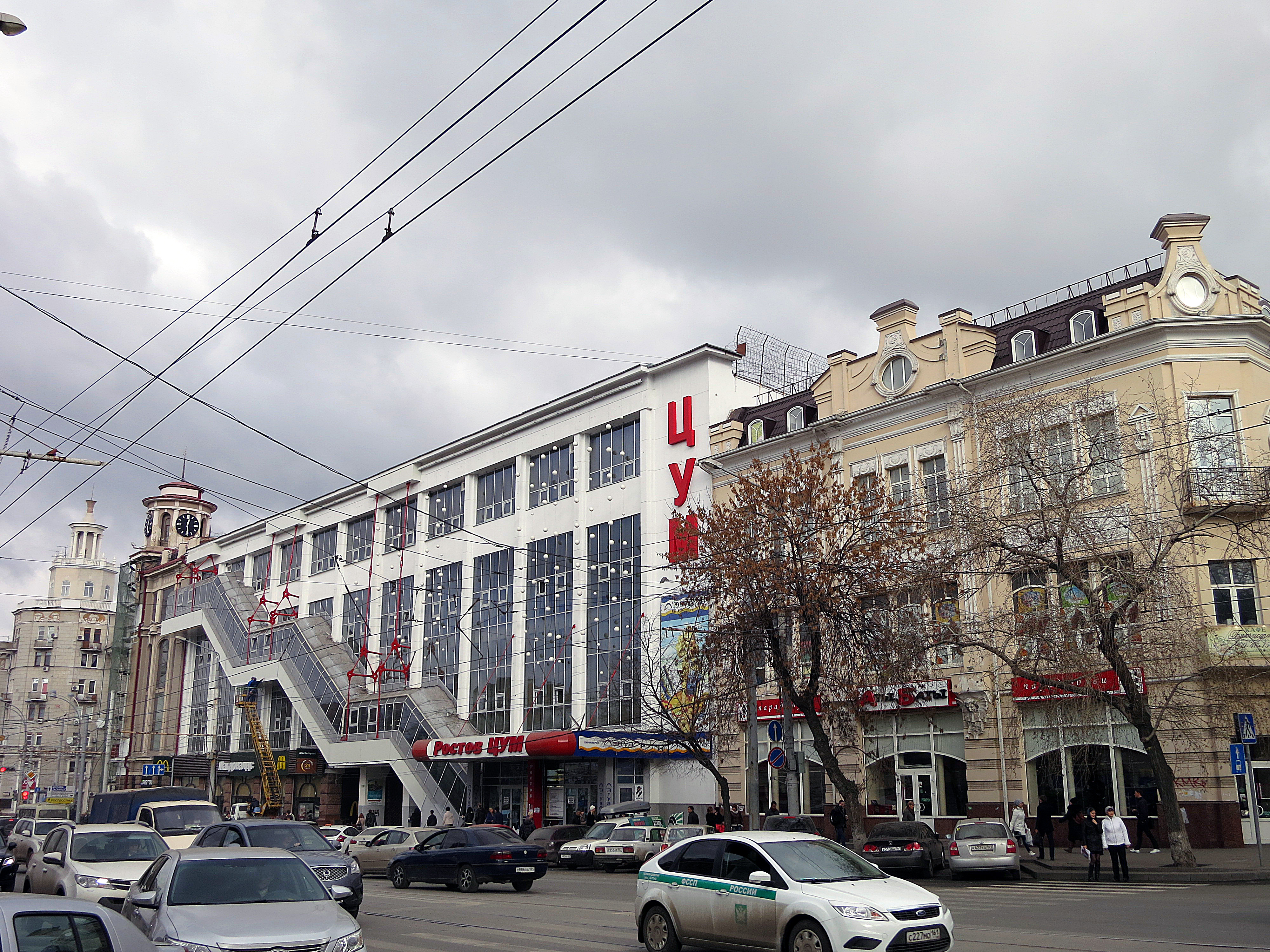

## Опис
Будівля в стилі модерн, свідченням чого є характерні елементи вікон. У будівлі є нульовий, перший, другий, третій та четвертий поверхи. На момент будівництва це була одна з найвищих будівель у місті.